# Hiroki Okuda
Hiroki Okuda (奥田 裕貴 Okuda Hiroki?, nacido el 5 de octubre de 1992 en Osaka) es un futbolista japonés que se desempeña como defensa.

## Trayectoria

### Clubes
| Club            | País  | Año         |
| --------------- | ----- | ----------- |
| Kochi United SC | Japón | 2015 - 2016 |
| YSCC Yokohama   | Japón | 2017        |
| Gainare Tottori | Japón | 2018 -      |

## Estadística de carrera

### J. League
| Club          | Año   | J. League | J. League | Copa J. League | Copa J. League | Total | Total |
| Club          | Año   | Part.     | Goles     | Part.          | Goles          | Part. | Goles |
| ------------- | ----- | --------- | --------- | -------------- | -------------- | ----- | ----- |
| YSCC Yokohama | 2017  | 10        | 0         | -              | -              | 10    | 0     |
| Total         | Total | 10        | 0         | 0              | 0              | 10    | 0     |